# Dancing Feet (singolo)
Dancing Feet è un singolo del disc jockey norvegese Kygo, pubblicato l'11 marzo 2022.
Il singolo ha visto la partecipazione del gruppo musicale statunitense DNCE e segna il ritorno del gruppo, che si era sciolto tre anni prima. Nello stesso giorno di uscita viene pubblicato il video musicale.

## Classifiche
| Classifica (2022) | Posizione massima |
| ----------------- | ----------------- |
| Libano            | 4                 |